# インナー・ワーキング
『インナー・ワーキング』（原題：Inner Workings）は、ウォルト・ディズニー・アニメーション・スタジオによる上映時間6分の短編アニメーション映画である。

## 概要
全米で2016年11月23日、日本で2017年3月10日に公開された同社制作の『モアナと伝説の海』の本編上映前に本作が上映された。
監督を務めたレオナルド・マツダは、本作が監督デビュー作品である。

## ストーリー
カリフォルニアに住む1人の男の体の中で活躍する「脳」や「心臓」などの奮闘を描いている。

## キャスト
- レイモンド・S・パーシー

## スタッフ
- 監督・脚本：レオナルド・マツダ
- 製作：ショーン・ルーリー
- 製作総指揮：ジョン・ラセター
- 音楽：ルドウィグ・ゴランソン